# Держанівка (Ніжинський район)
Держані́вка — село Ніжинського району Чернігівської області. Входить до складу Носівської міської громади.

## Географія[2]
Розташоване за 3 км від правого берега річки Остер на перетині давніх сухопутних шляхів: м. Новгород-Сіверський — с. Куликівка — м. Козелець — м. Київ, м. Прилуки — м. Ніжин — с. Морівськ (на р. Десна), м. Чернігів — Носівка— м. Бобровиця. На північ за 3 км від села проходить міжнародна дорога, так звана «Московська траса» (правий поворот на село, 12,5 км від с. Кіпті). До м. Києва автошляхами України — близько 100 км. До м. Чернігова — близько 70 км. До райцентру — 28 км. Найближчі села: Киселівка, Роздольне (давня назва до 1960 року с. Комарівка) (східний напрямок); Будище, Розівка (західний напрямок); Хрещате (північний напрямок); Ведмедівка, Адамівка (південний напрямок).
Розбудоване навкруги болота (назва: Болото). Має дві паралельні вулиці по різних берегах Болота, дві перехресні вулиці, та декілька допоміжних вуличок. Назви вулиць надані лише в 50 роках минулого століття. Мешканці села поділяють село на «кутки»: Рудий, Конони, Бочанський, Черв'яки, Хуторці тощо, та «боки» (вздовж болота). Місцевість навкруги села має свої специфічні історичні назви: лісові зони - Дуброви (на північний схід від села), Валки (на південь);  поля - Царина, Гало, Панське; долини (заливні поля, де косять сіно та пасуть худобу) - Шанець, Береги, Семенчукове; «сажалки» (викопані вручну озерця): Панська, Шахрайова.
Основні споруди села: діюча церква Московського патріархату (дерев'яна, з 1880 року), у центрі села — 2-поверхова середня школа, Будинок культури (побудовані в 60-х роках минулого сторіччя на випадок війни, як шпиталь), будова лікарні (відкрита в 1903 році, з 2003 року діє як медичний пункт), будинок Держанівської сільської ради, цегляний магазин колишньої Укрспоживспілки, а також залишки господарських будівель колгоспу ім. Т. Г. Шевченка, колишній маєток сільського пана Харкуна (до середини 60 років — сільська школа, тепер — жилий дім).
Пам'ятники: традиційна постать Невідомого солдата; стела Воїнам, що не повернулися з Німецько-радянської війни.

## Історична довідка[2]
Поселення тут виникло ще в часи Київської Русі на території Чернігівського князівства.
У переписній книзі Малоросійського приказу (1666) згадується село Держануха. Саме село, а не деревня, бо вже був свій храм. У селі було 27 дворів: 20 селянських, 4 ґрунтових і 3 бобильські, у яких жили 28 дорослих чоловіків та 1 вдова (усіх перелічено поіменно). У них було 39 волів і 5 коней. Іван Мазепа, на прохання Іллі Жиленка, подарував йому за військові заслуги село Держанівку Козелецької сотні (Батурин, 1689 р., грудня 29) [Архівовано 9 лютого 2021 у Wayback Machine.]. За іншими даними, Ілля Жила за військову службу отримав жалувану грамоту на село Держанувка 1718 року, а до цього село було військовим і нікому не належало. 1726 року Жилі належали 63 двори, 1731 — 62.
До 1917 року входило до складу Козелецького повіту. Населення села — українці. Серед інших сіл вирізняється яскраво вираженим «староруським» діалектом. У вимові присутні своєрідні дифтонги «оу» «ыи», «і», замість сучасних голосних «о», «і», наявні діалектні слова старослов'янського походження. Такі слова, як «тітка», «дядько», «пішли», — вимовляються як «тьуотка», «дьаудько», «поуйшли». Слова з буквами «ф» вимовляються як Хведя, Хведора, хвара тощо. Ім'я «Вітя» вимовляють, як «Виитя», Андрій — як «Андрей», Володимир — як «Ладимер». Сама назва села («д» вимовляється неясно, чути як «т», так і «п») корінними мешканцями села вимовлялися, як «Дершануовка» (з наголосом на «у»). Також типово: «Носуовка», «Киеєв», «С_моулянка», «Ніежин», «Адамуовка», «сиело Муоровське» тощо. Нараз відчувається вплив освіти, мовних засобів — радіо та телебачення — і діалектичні відмінності у вимові починають зникати.
Щодо походження назви села, існує дві версії: а) традиційна — село заснував невідомий нікому «Держан»;
б) в давнині, ще до «возз'єднання» України з Росією, село нібито називалось як «Першануовка» від «Пер» + «шанувати» (мешканці села нібито шанували (вірили в) язичницького бога Перуна). Винні в цьому нібито російські «діяки» чи «дяки», які не почули українську назву і записали село в реєстр населених міст як «Держановка».
Деякі назви птахів та сільськогосподарських культур мають свої специфічні назви, не зрозумілі в інших українських селах Носівського району: лелека — «гайстер», кукурудза — «киях» (в однині), «кияхи» (у множині), огірок — «гурок», але відомих в окремих селах Вінницької та Хмельницької областей. 
За розповідями старожилів, село до революційних подій 1917 року було заможне, налічувало понад 350 дворів. Традиційно в сім'ях народжувалось та росло від 3 до 10 дітей. Батьківщину (спадок) отримувала наймолодша дитина. Старші сини вимушені «йти в прими», або на «дідину» чи «бабину» — подвір'я своїх родичів (дідів, баб) за умови «годувати» їх до кончини. У таких родичів не було дітей, або діти їх рано повмирали, або загинули на війнах, або осіли на Московщині після військової служби в Царській армії (в так званих «москалях»). Типовою була сусідська ворожнеча за так звану «межу» між сусідськими городами. Поля навколо села належали заможним селянам та пану. У деяких селян у власності знаходились лісові насадження. До громадської власності належали долини та царина.
Село було самодостатнє. В кожному дворі сім'я тримала корову чи козу, коней або волів, обов'язково свиней, курей, гусей чи качок. Кожен двір мав належний сільськогосподарський інвентар (плуги, борони, коси, ціпи тощо). Сівалки (сіялки) і віялки здавались в оренду. За давніми громадськими традиціями кожен двір мав у власності від 30 до 40 соток землі. Мешканці села вирощували на своїх городах жито, пшеницю, просо, льон, картоплю, «кияхи» (кукурудзу), соняшники, мак, різноманітні овочеві культури та мали дозвіл на вирощування тютюну. Майже кожна сім'я мала по декілька прядок, а кожна 20-та сім'я — ткацькі верстаки (вироблені з дерева). Полотно фарбували в приватних «сажалках» за допомогою сажі та інших компонентів, які тримались власниками «сажалок» у професійній (сімейній) таємниці. В селі діяло понад 3 кузні, майже 20 вітряків (млинів). В деяких сім'ях варили господарське мило, вичиняли шкіру, займались пошиттям одягу (кравці та шевці шили «плахи», нижню та верхню одежу, головні убори (картузи, шапки) та взуття (чоловічі чоботи та «джими» — хромові жіночі чобітки з короткими «халявами»). Товар виробляли під «заказ», або на «ярмарок». Пічники та столяри займались сезонними роботами, ходили по селах на заробітки. Професійна майстерність передавалась спадково від батька до сина. Типові прізвища мешканців села: Рудиї, Черв'яки, Какали, Трухани, Марущенки. У власності сільського пана Харкуна була винокурня (ґуральня), великий фруктовий сад та цегельний завод, де вироблялася цегла-сирець. Частина мешканців села працювала «на пана» за плату. В навколишніх болотах здобувався торф.
У дерев'яній Троїцькій церкві з позолоченими хрестами на банях правили Богослужіння, на службу приходили віряни й з інших сіл. На свята (св'ятки) приїжджали правити службу церковні чини з Чернігова.
У селі діяла 4-класна школа, куди діти йшли вчитися, зазвичай, за власним бажанням. Викладання предметів: «Слово Божье», «Арифметика», «Родная речь» велося російською мовою, але було дозволено пояснювати незрозумілі речі «місцевою говіркою». Першу церковно-приходську школу (одну з перших у повіті) облаштував у 1858 році священик Володимир Максимович, який служив у селі з кінця 1830-х принаймні до 1880 року. Для цього він за свої кошти побудував на церковному городі біля погосту будинок, в одній половині якого поселилися причетники, а в іншій було облаштовано приміщення для навчання. У 1873 році школа стала земською. На початок 1878 року законоучителем був священик, учителем — Павло Володимирович Максимович (імовірно, син священика).
Два рази на рік у селі відбувались великі ярмарки: на свято Паски та на 1 Вересня, на які з'їжджалися мешканці навколишніх і дальніх сіл купити вироби Держанівських кустарів.

## Населення

### Мова
Розподіл населення за рідною мовою за даними перепису 2001 року:
| Мова       | Кількість | Відсоток |
| ---------- | --------- | -------- |
| українська | 647       | 98.78%   |
| російська  | 8         | 1.22%    |
| Усього     | 655       | 100%     |

## Село за часів Радянської влади[2]
Революційне гасло 1917 року «Кради накрадене» не минуло і мешканців села Держанівка. Після його проголошення, селяни позбивали замки і два дні грабували винокурню та підземні складські приміщення, відрами «носили» по хатах чистий спирт. Незважаючи на застереження, хтось із «революційного активу» запалив сірника, і винокурня, фактично, «злетіла в повітря». Пари спирту спричинили вибух, де загинуло більш ніж десяток людей. Цегельний завод також невдовзі був розібраний (розкрадений) для потреб «нужденного» революційного активу.
Сільський пан Харкун та інженер ґуральні Аронов виїхали з села у невідомому напрямку. Як потім згадували односельці, дітей Харкуна дехто до війни бачив у м. Москві. Інженер Наум Аронов, єврей (це друга єврейська родина, яка жила в селі; перша — лікарі, прізвище встановити не вдалося) - батько майбутнього радянського письменника та сценариста Анатолія Рибакова, який народився 14.01.1911 року в Держанівській лікарні, а після війни, написав знамениті свої повісті, як «Кортик» (де він згадує с. Носівку), «Бронзовий птах», «Діти Арбата» тощо) 
З цього часу почався занепад села. В 1920 році для революційних потреб були реквізовані церковна позолота з бані та хреста. Церкву стали використовувати як клуб, а потім і як складське приміщення (зберігали зерно). У 1942 році, з дозволу Німецького військового командування, церква знову розпочала свою діяльність, але в 1956 році знову була закрита. Ікони та інше начиння церкви було вивезено. Їх доля — невідома. Частина ікон та начиння була просто так роздана вірянам. Церква  була реставрована лише в 1993 році на кошти парафіян села.
Сама непрацьовита частина мешканців села, так звані «гультяї», на залишках панського господарства у 1918 році організували «Комбєд» — комітет бідноти, куди більша частина заможних мешканців села вступати не хотіла. Почалося «розкуркулення» «біднотою» заможніших односельчан (у свою користь) та діяли так звані «совєцькі уповноважені», які активно впроваджували «продрозверстку» і «продналог». Як наслідок, в 1933 році, від голоду померла третина села, в основному, працьовиті, фізично здорові чоловіки. При цьому, повмирали не від нестачі їжі (риба в болоті водилася, як ніколи), а від відсутності традиційного вжитку хліба та картоплі. Люди намагалися пекти хліб з лободи та полови, але це не допомагало. Одноосібники-чоловіки вимушені були залишати село в пошуках праці, купували у секретаря сільради довідки та виїжджали у невідомому напрямку, вербувались на «будівництва століття» та освоєння Сахаліну. Більша частина в село до своєї родини не повернулася.
Війна 1941-45 років продовжила спустошення чоловічої половини населення села. Так сталось, що майже всі «активісти» та «комсомольці» залишались в селі на окупованій території, але ніхто їх німцям не видав. Староста та поліцаї призначались загальними зборами села під німецькою загрозою смертної кари заручників-односельчан. Після війни староста та майже всі поліцаї загинули у Сталінських концтаборах.
Розквіт села і, одночасно, його занепад — часи «брєжнєвського» правління. Діти батьків довоєнного покоління виїхали із села хто вчитись, хто працювати у великі міста, а в колгоспі залишали своїх батьків.
XXI ст. В селі працездатних людей залишилось близько 30 відсотків від загальної чисельності. Всі інші — пенсіонери. Засоби існування — пенсійне забезпечення та приватне господарство.

## Вихідці із села
- Рибаков (Аронов) Анатолій Наумович, радянський письменник, сценарист, лауреат Сталінської премії. Народився 14 січня 1911 року в «местечке Держановка под Черниговом, где его отец управлял винокуренными заводами» (дані Великої Радянської Енциклопедії, 2-ге видання). У власній автобіографії Анатолій Наумович Рибаков (Аронов) вказує, що народився в м. Чернігові в сім'ї інженера. Соромився видатний письменник свого села, де народився, до самої смерті в 1998 році, чи боявся…
- Будлянський Микола Георгійович (народився 22.12.1953 року), працює в газеті «Деснянська правда» (м. Чернігів), завідувачем агропромислового відділу (з 1991); заступник секретаря первинної журналістської організації газети «Деснянська правда». Автор поетичного трилисника «Калинові дощі» (1990), поетичної збірки «Стежки і вишні» (1993), збірок нарисів «Линовицький меридіан» (1993), «Мандрівки по вертикалі» (1994), «Над битим шляхом століть» (1995), «Білі халати — колір надії» (1996). Лауреат журналістської премії ім. Василя Блакитного. Член СЖУ (1987). Заслужений журналіст України (1998).
- Какало Олексій Васильович, (1942 р.н.) — художник-пейзажист і портретист. Член Спілки художників України. Заслужений художник України, голова обласної Спілки художників України. Автор портретів скульптора В. Богомолова, «Портрету матері», «Українки», полотен «На дорогах війни», «Чернігівська весна», «Повінь на Десні», «Новгород-Сіверський» та інших.
- Супрун Микола Олексійович (1962 р.н.) — науковець і педагог, доктор педагогічних наук, професор, полковник міліції.
- Шейнін Семен Альтерович (1908—1994) — радянський кінооператор